# Hundskohl
Der Hundskohl (Theligonum cynocrambe) ist eine Pflanzenart aus der Gattung Theligonum und gehört zur Familie der Rötegewächse (Rubiaceae).

## Merkmale

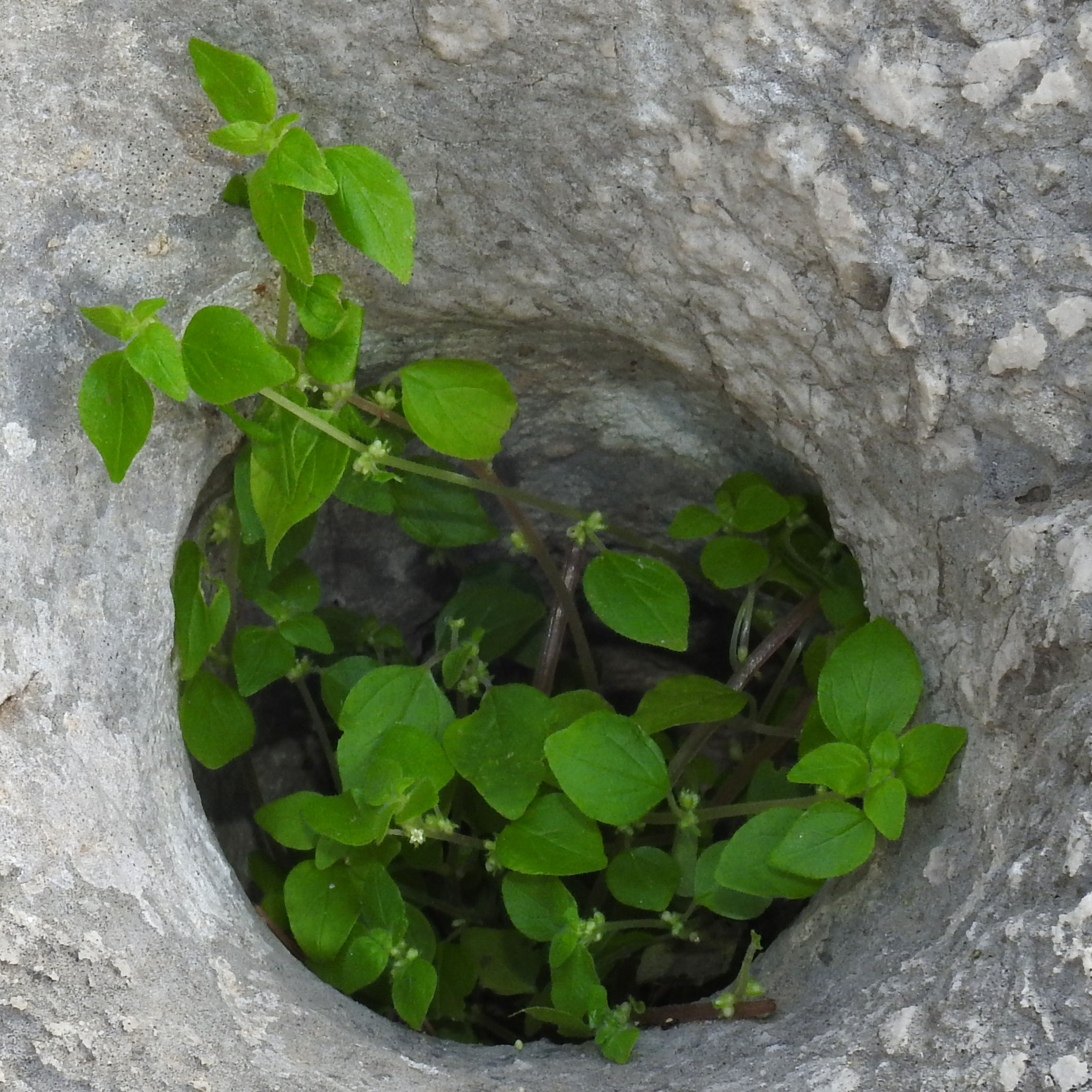
Hundskohl (Theligonum cynocrambe)

Theligonum cynocrambe ist ein einjähriger Kriech-Therophyt, der Wuchshöhen von 5 bis 30 Zentimeter erreicht. Die Pflanze ist niederliegend bis aufsteigend. Die Knoten sind verdickt. Die einfachen, etwas fleischigen, kleinen Laubblätter sind gestielt, ganzrandig und eiförmig sowie bewimpert. Die unteren Blätter sind gegenständig, die oberen wechselständig. Die Nebenblätter sind scheidig und häutig. 
Der Hundskohl ist einhäusig monözisch. Die Blüten erscheinen meist einzeln und achselständig. Die eingeschlechtlichen Blüten mit einfacher, zwei-, dreiteiligen  Blütenhülle, die Kelchblätter fehlen, sind klein, grünlich und sitzend. Männliche Blüten haben 7 bis 12 (19) Staubblätter mit langen, länglichen Antheren und eine zurückgerollte meist zweiteilige Krone. Der Fruchtknoten der weiblichen Blüten ist unterständig mit seiten- bis grundständigem Griffel. Die Blütenhülle der weiblichen Blüten ist seitlich verschoben, sie umfasst röhrig den seitlichen Griffel und besitzt oben winzige Kronzipfel. 
Die Blütezeit reicht von Februar bis Mai. Die einsamige und kugelige Frucht, Nüsschen, Steinfrucht, mit Elaiosom, ist eiförmig und bis 2 Millimeter groß.

## Vorkommen
Theligonum cynocrambe kommt auf den Kanarischen Inseln und im Mittelmeerraum bis zum nordwestlichen Iran in Felsspalten, Mauern und auf offenen, steinigen oder sandigen Böden vor. Auf Kreta siedelt er in Höhenlagen bis 1400 Metern.

## Verwendung
Die Blätter sind essbar.